# Szwajcaria na Zimowych Igrzyskach Olimpijskich 1960
Szwajcarię na Zimowych Igrzyskach Olimpijskich 1960 reprezentowało 21 zawodników: 14 mężczyzn i siedem kobiet. Był to ósmy start reprezentacji Szwajcarii na zimowych igrzyskach olimpijskich.

## Zdobyte medale
| Medal | Zawodnik     | Dyscyplina            | Konkurencja            | Rezultat   |
| ----- | ------------ | --------------------- | ---------------------- | ---------- |
| Złoto | Roger Staub  | Narciarstwo alpejskie | slalom gigant mężczyzn | 1:48,3 min |
| Złoto | Yvonne Rüegg | Narciarstwo alpejskie | slalom gigant kobiet   | 1:39,9 min |

## Skład kadry

### Biegi narciarskie
Mężczyźni
| Zawodnik                                                 | Konkurencja        | czas               | Pozycja            |
| -------------------------------------------------------- | ------------------ | ------------------ | ------------------ |
| Alphonse Baume                                           | Bieg na 15 km      | 55:58,9            | 27.                |
| Lorenz Possa                                             | Bieg na 15 km      | 56:30,1            | 31.                |
| Marcel Huguenin                                          | Bieg na 15 km      | 57:36,7            | 37.                |
| Konrad Hischier                                          | Bieg na 15 km      | 57:43,9            | 39.                |
| Alphonse Baume                                           | Bieg na 30 km      | 2:02:04,2          | 24.                |
| Marcel Huguenin                                          | Bieg na 30 km      | 2:03:25,6          | 28.                |
| Lorenz Possa                                             | Bieg na 30 km      | 2:05:41,2          | 32.                |
| Fritz Kocher                                             | Bieg na 30 km      | Nie ukończył biegu | Nie ukończył biegu |
| Fritz Kocher Marcel Huguenin Lorenz Possa Alphonse Baume | Sztafeta 4 × 10 km | 2:29:36,8          | 8.                 |

### Łyżwiarstwo figurowe
| Zawodnik          | Konkurencja | Nota   | Pozycja |
| ----------------- | ----------- | ------ | ------- |
| Liliane Crosa     | Solistki    | 1157,4 | 20.     |
| Franziska Schmidt | Solistki    | 1141,8 | 22.     |
| Hubert Köpfler    | Soliści     | 1217,0 | 11.     |

### Narciarstwo alpejskie
Mężczyźni
| Zawodnik          | Konkurencja | Konkurencja | Konkurencja   | Konkurencja   | Konkurencja         | Konkurencja              | Konkurencja              | Konkurencja              |
| Zawodnik          | Zjazd       | Zjazd       | Slalom gigant | Slalom gigant | Slalom specjalny    | Slalom specjalny         | Slalom specjalny         | Slalom specjalny         |
| Zawodnik          | Czas        | Pozycja     | Czas          | Pozycje       | Czas 1-go przejazdu | Czas 2-go przejazdu      | Czas łączny              | Pozycja                  |
| ----------------- | ----------- | ----------- | ------------- | ------------- | ------------------- | ------------------------ | ------------------------ | ------------------------ |
| Willi Forrer      | 2:07,8      | 4.          | 1:53,9        | 20.           | 1:16,1              | Dyskwalifikacja          | Nie ukończył konkurencji | Nie ukończył konkurencji |
| Roger Staub       | 2:08,9      | 5.          | 1:48,3        | złoto         | Dyskwalifikacja     | Nie ukończył konkurencji | Nie ukończył konkurencji | Nie ukończył konkurencji |
| Jakob Arduser     | 2:10,9      | 13.         |               |               |                     |                          |                          |                          |
| Nando Pajarola    | 2:15,4      | 20.         | 1:56,2        | 25.           |                     |                          |                          |                          |
| Fredy Brupbacher  |             |             | 1:55,0        | 22.           |                     |                          |                          |                          |
| Adolf Mathis      |             |             |               |               | 1:13,9              | 1:09,6                   | 2:23,5                   | 15.                      |
| Georges Schneider |             |             |               |               | 1:13,0              | 1:39,7                   | 2:52,7                   | 31.                      |

Kobiety
| Zawodniczka              | Konkurencja    | Konkurencja    | Konkurencja   | Konkurencja   | Konkurencja         | Konkurencja               | Konkurencja               | Konkurencja               |
| Zawodniczka              | Zjazd          | Zjazd          | Slalom gigant | Slalom gigant | Slalom specjalny    | Slalom specjalny          | Slalom specjalny          | Slalom specjalny          |
| Zawodniczka              | Czas           | Pozycja        | Czas          | Pozycja       | Czas 1-go przejazdu | Czas 2-go przejazdu       | Czas łączny               | Pozycja                   |
| ------------------------ | -------------- | -------------- | ------------- | ------------- | ------------------- | ------------------------- | ------------------------- | ------------------------- |
| Yvonne Rüegg             | 1:41,6         | 9.             | 1:39,6        | złoto         | Dyskwalifikacja     | Nie ukończyła konkurencji | Nie ukończyła konkurencji | Nie ukończyła konkurencji |
| Margrit Gertsch          | 1:50,4         | 26.            |               |               |                     |                           |                           |                           |
| Liselotte Michel         | 2:01,0         | 35.            | 1:42,5        | 14.           | 58,8                | 59,2                      | 1:58,0                    | 5.                        |
| Annemarie Waser          | Dyskwalifiacja | Dyskwalifiacja | 1:46,0        | 23.           | 57,6                | Dyskwalifikacja           | Nie ukończyła konkurencji | Nie ukończyła konkurencji |
| Madeleine Chamot-Berthod |                |                | 1:41,9        | 9.            | 1:12,1              | 1:03,3                    | 2:15,4                    | 28.                       |

### Skoki narciarskie
Mężczyźni
| Skoczek         | Skok 1    | Skok 1 | Skok 2    | Skok 2 | Nota  | Pozycja |
| Skoczek         | odległość | Nota   | odległość | Nota   | Nota  | Pozycja |
| --------------- | --------- | ------ | --------- | ------ | ----- | ------- |
| Andreas Däscher | 86,0      | 101,1  | 77,0      | 100,1  | 201,2 | 20.     |